# Kamienica przy Rynku 7 w Radomiu
Kamienica przy Rynku 7 w Radomiu – zabytkowa kamienica z przełomu XVIII/XIX w., położona w Radomiu przy Rynku 7.
Kamienica została wybudowana na przełomie XVIII i XIX wieku, jednak w wieku XIX jej fasada została przebudowana w stylu eklektycznym. W przeszłości w budynku mieścił się m.in. trybunał departamentu radomskiego. Dom wraz z oficyną wpisany jest do rejestru zabytków Narodowego Instytutu Dziedzictwa pod numerem 755 z 5.05.1972 oraz 226/A/83 z 6.09.1983. Znajduje się też w gminnej ewidencji zabytków miasta Radomia.
W latach 2006–2007 na działce przy kamienicy przeprowadzono badania archeologiczne. W ich trakcie zaobserwowano fundamenty ceglane, poziomy bruków kamiennych oraz konstrukcji drewnianych (pozostałości podłogi lub drogi-chodnika), ceramikę naczyniową z XIV-XV w. i późniejszą oraz pozostałości kafli (w tym ozdobnych) i produktów szklanych z wieków XVI–XX.

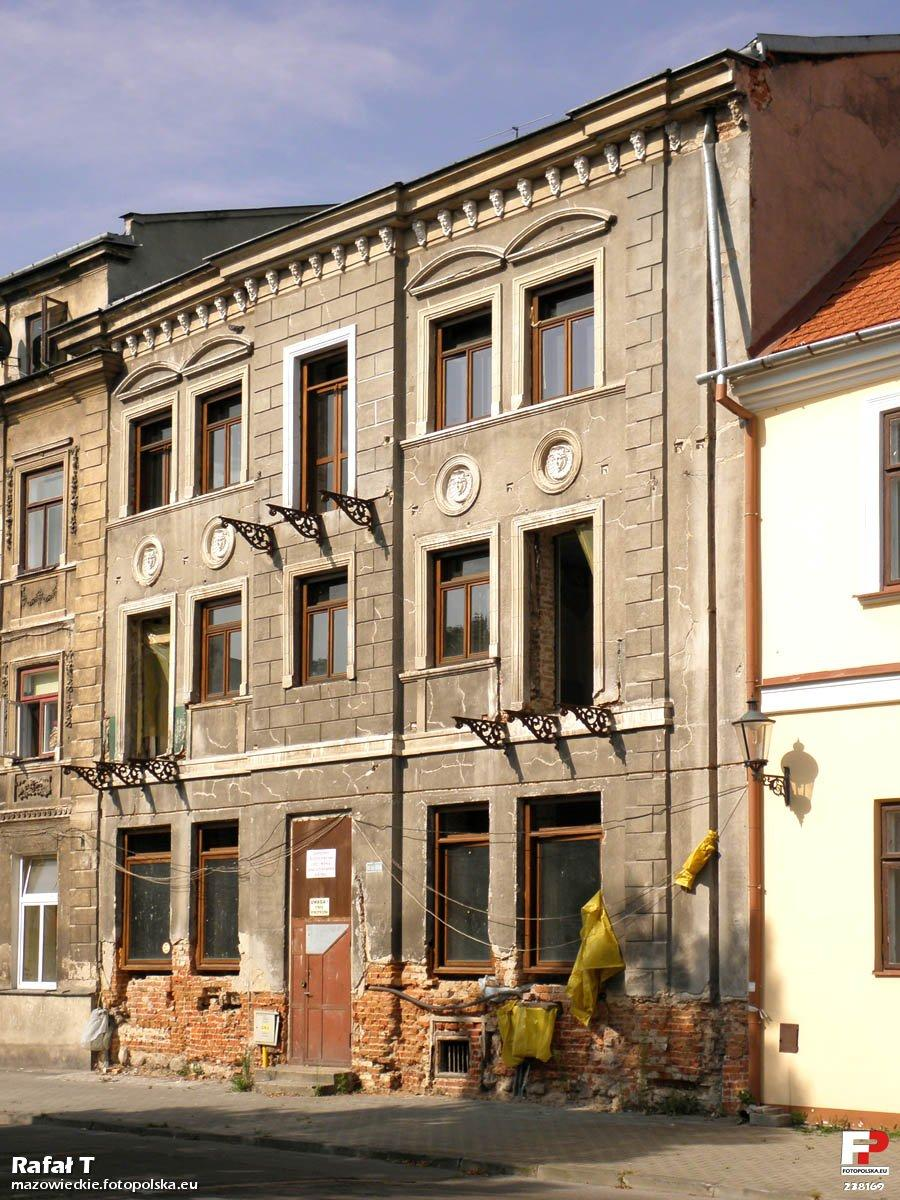
Stan budynku w 2011 w trakcie remontu